# Tetnuldi
Tetnuldi (georgiska: თეთნულდი) är ett berg i den centrala delen av stora Kaukasus, belägen i regionen Svanetien i Georgien. Tetnuldi är den tionde högsta bergstoppen i Kaukasus. Bergets slänter är glaciärtäckta från 3 000 meters höjd, ända upp till toppen av berget på 4 858 meters höjd över havet. Den huvudsakliga glaciären på berget är Adisji.